# Cerca mitjançant exemple
La cerca mitjançant exemple (QBE – Query by Example) és una llengua de consulta de bases de dades relacionats similar al llenguatge de consulta estructurat (SQL). Aquest sistema ens permet que la persona que genera la cerca o l'aplicació que la realitzi pot proporcionar informació sobre allò que està buscant a la base de dades. QBE va ser creat per Moshé M. Zloof a IBM Research durant la dècada dels 70 de manera conjunta amb SQL, sent el primer idioma de consulta. Originalment només podia realitzar recuperacions de dades encara que posteriorment es va ampliar a altres tipus de conceptes com poden ser les imatges...

## Funcionament
El sistema QBE consisteix que l'usuari introdueix, mitjançant un formulari, informació per a poder realitzar la cerca utilitzant taules d'exemple. QBE utilitza variables de domini com DRC per crear aquestes taules. D'aquesta manera aconseguim que l'usuari formi part de la consulta, ja que l'origen de la cerca es troba a la seva ment. Això ajuda a minimitzar els errors de la cerca, ja que és el mateix usuari el que ens facilita informació sobre allò que té al cap. A continuació mostrem una taula d'exemple:
| Empresa | Responsable | Direcció | Telèfon  |
| ------- | ----------- | -------- | -------- |
| A       | XXX         | RRRRRRRR | 22222222 |
| B       | YYY         | TTTTTTTT | 33333333 |
| C       | ZZZ         | PPPPPPPP | 44444444 |
| D       | SSS         | QQQQQQQQ | 88888888 |

Mitjançant una cerca QBE i utilitzant com a exemple la taula anterior, l'usuari podria proporcionar la variable empresa i rebre tota la informació addicional que es desitgi saber com poden ser el contacte, el telèfon o la direcció.

### Descriptors
És important saber quins tipus de descriptors es poden utilitzar per a la realització de qualsevol recerca.
- Nivell baix: Són aquells descriptors que utilitzen informació exclusiva del contingut de l'exemple proporcionat. Un exemple d'aquest tipus de descriptors seria el cas de les imatges. D'aquestes podríem obtenir informació mitjançant l'histograma, colors, textura...
- Nivell mitjà: Utilitzen informació de context de l'objecte buscat. Si ens basem a l'exemple anterior de la imatge, aquest tipus ens proporcionaria informació com la data de creació, la web on es va trobar...
- Nivell alt: Són aquells descriptors que utilitzen metadades. En aquest tipus trobem les etiquetes manuals que s'anoten a la imatge com poden ser el nom de l'autor...

## Tipus de cerca amb exemple
Com hem anomenat anteriorment hi ha diferents tipus de descriptors, pel que podem realitzar diversos tipus de cerques. Actualment QBE s'utilitza per a la recerca de la majoria dels conceptes degut a la seva simplicitat d'ús per l'usuari i la seva correcta presentació de resultats. Podem utilitzar QBE en cerques com per exemple:

### Cerca amb text
Aquest és el tipus de cerca més antic. Consisteix a donar al sistema qualsevol informació i que aquest retorni entrades relacionades amb el tema. Com hem comentat, el cercador amb textos és el més antic, ja que van ser els primers cercadors utilitzats. Aquests consisteixen a proporcionar al sistema qualsevol tipus de text i aquest retorna informació de qualsevol tipus ja siguin imatges, vídeos... El sistema de recerca més conegut és el PageRank que utilitza "Google".

### Cerca amb imatges
És una tècnica de consulta que implica dotar al sistema CBIR d'un exemple com un text, imatge... El sistema CBIR realitza la comparació del contingut de l'exemple amb els que tenim a la base de dades mitjançant les taules de comparació anomenades anteriorment. Un exemple d'aquesta aplicació podria ser la cerca d'imatges mitjançant una sola imatge. El CBIR utilitza dades com l'histograma, el color, la textura, les metadades associades a la imatge o la informació afegida per l'usuari oferint resultats de similars característiques. Una aplicació actual que proporciona aquest servei podria ser "Google Imágenes". Aquest tipus de sistema també és utilitzat a les cerques d'imatges per a mòbils.
Els algorismes de cerca subjacent poden variar depenent de l'aplicació, però les imatges resultat comparteixen elements comuns amb l'exemple proporcionat. Les opcions per proporcionar imatges d'exemple al sistema inclouen:

- Una imatge preexistent pot ser subministrada per l'usuari, o bé escollir un conjunt aleatori.
- L'usuari dibuixa una aproximació de la imatge que està buscant, per exemple, amb taques de color o formes generals.

Aquesta tècnica de consulta elimina les dificultats que poden sorgir quan es tracta de descriure les imatges amb les paraules.

### Cerca de vídeo
Són sistemes informàtics dissenyats per buscar vídeos guardats a dispositius digitals com podrien ser servidors o bases de dades. Les cerques es realitzen utilitzant la indexació audiovisual. Aquests tipus de sistemes utilitzen diversos tipus de criteris de cerca depenent de la naturalesa del cercador o de l'objectiu d'aquest. Els tipus de criteris són:
- Metadades: informacions sobre dades concretes com poden ser el títol, l'autor, etc.
- Reconeixement de veu: Consisteix en una transcripció de l'àudio del vídeo perquè una vegada analitzats, el sistema és capaç de saber la temàtica de la seqüència i proporciona la informació a l'usuari.
- Reconeixement de text: S'utilitzen aquest tipus de criteri per reconèixer personatges dels vídeos mitjançant chyrons.
- Anàlisi de fotogrames: Com el sistema de vídeo és una successió d'imatges, es pot extreure informació d'aquests utilitzant els sistemes de recerca d'imatges.

Un sistema de cerca de vídeo molt utilitzat és "YouTube".

### Cerca amb àudio
Aquestes sistemes consisteixen en que l'usuari introdueix qualsevol tipus d'informació per realitzar una cerca d'àudio. La informació podria ser un fitxer d'àudio, text, imatge... retornar el sistema d'àudios relacionats o similars complint els requisits inicials. Dins d'aquest tipus de cercadors podem trobar els d'àudio mitjançant un exemple àudio. Aquestes aplicacions estudien l'àudio que dona l'usuari extraient tot tipus d'informació com la freqüència, el to, les veus, les dades associades... i retornant a l'usuari un llistat de cançons, prèviament introduïdes a la base de dades, que compleixen les condicions que l'internauta sol·licita. Un exemple d'aquest tipus d'aplicació és el "Shazam". Aquest programa és un cercador de títols de cançons. L'usuari proporciona al sistema un àudio, aquest l'analitza i retorna el títol de la cançó

### Cerques multimodals
És un sistema molt semblant a la cerca per exemple, ja que també hi ha una interacció entre l'usuari i el sistema cercador. La recerca multimodal consisteix en una interfice que permet enviar consultes de cerques no només mitjanant peticions de text sinó també mitjançant altres mitjans com imatges, vídeos... a més també té en compte altres aspectes com pot ser el context on es troba l'usuari.

### Cerca visual des de mòbils

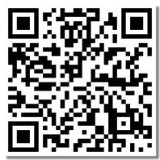
Bidi

Els cercadors visuals des de mòbil utilitzen un sistema dissenyat específicament per a telèfons mòbils. Aquest consisteix en l'obtenció d'una imatge mitjançant la càmera fotogràfica incorporada a l'aparell. La imatge capturada s'envia via internet-mòbil al servidor de l'aplicació. La imatge es processa i retorna a l'usuari informació com imatges, webs, localitzacions...
Aquesta aplicació té diversos tipus de cerques:
- Objectes: La imatge proporcionada per l'usuari conté un objecte i el sistema intenta retornar tot tipus d'informació relacionada amb aquest.
- Text: El sistema ofereix informació depenent de la interpretació del text de la imatge exemple. Aquests tipus de recerca utilitzen un sistema anomenat OCR.
- Persones: El sistema fa una detecció mitjançant un sistema de reconeixement facial i dona com a resultat informació sobre la persona detectada.
- Símbols: El sistema llegeix el logotip, marca, senyal, etc.,. D'un producte oferint informació sobre aquest.

Exemples d'aquestes aplicacions podrien ser el BIDI o el sistema de codi de barres.